# Ofwegen
Ofwegen is een buurtschap in de gemeente Kaag en Braassem, in de Nederlandse provincie Zuid-Holland. Het ligt tussen Hoogmade en Woubrugge en telt 50 inwoners. Voorheen maakte de buurtschap onderdeel uit van respectievelijk de gemeenten Woubrugge (tot 1991) en Jacobswoude (tot 2009).
Ofwegen is van oudsher een weg, met daarlangs de boerderijen van de landerijen ten westen van de Polder Oudendijk en de Vrouwengeestpolder. Deze weg loopt min of meer in noord-zuidelijke richting. Later kwam langs het noordelijke deel van de buurtschap de N446 te liggen. De weg langs het zuidelijke deel van Ofwegen loopt dood (althans voor autoverkeer) bij de Lagenwaardse molen.

## Externe links

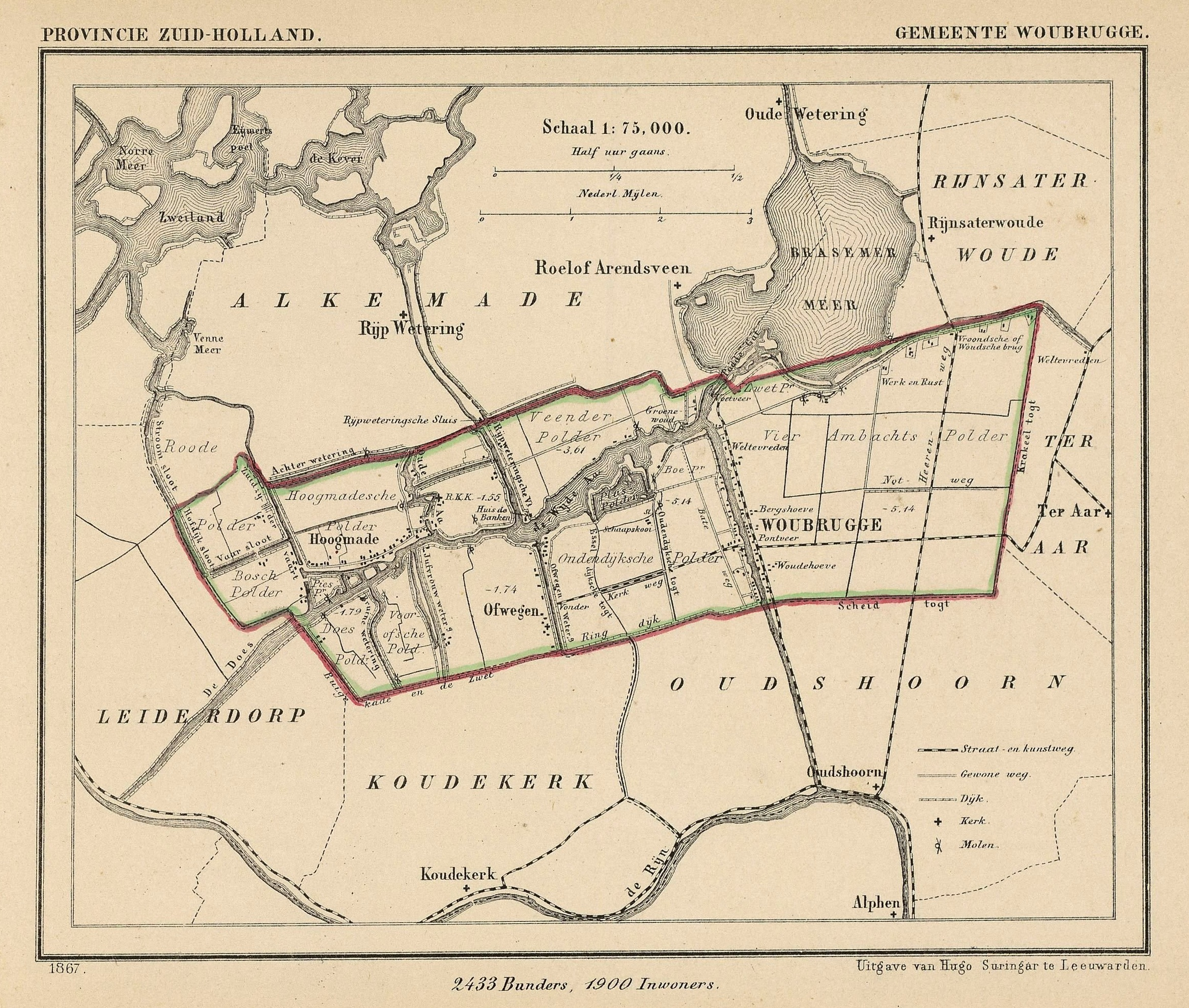
Ofwegen op een kaart van de voormalige gemeente Woubrugge uit 1867.
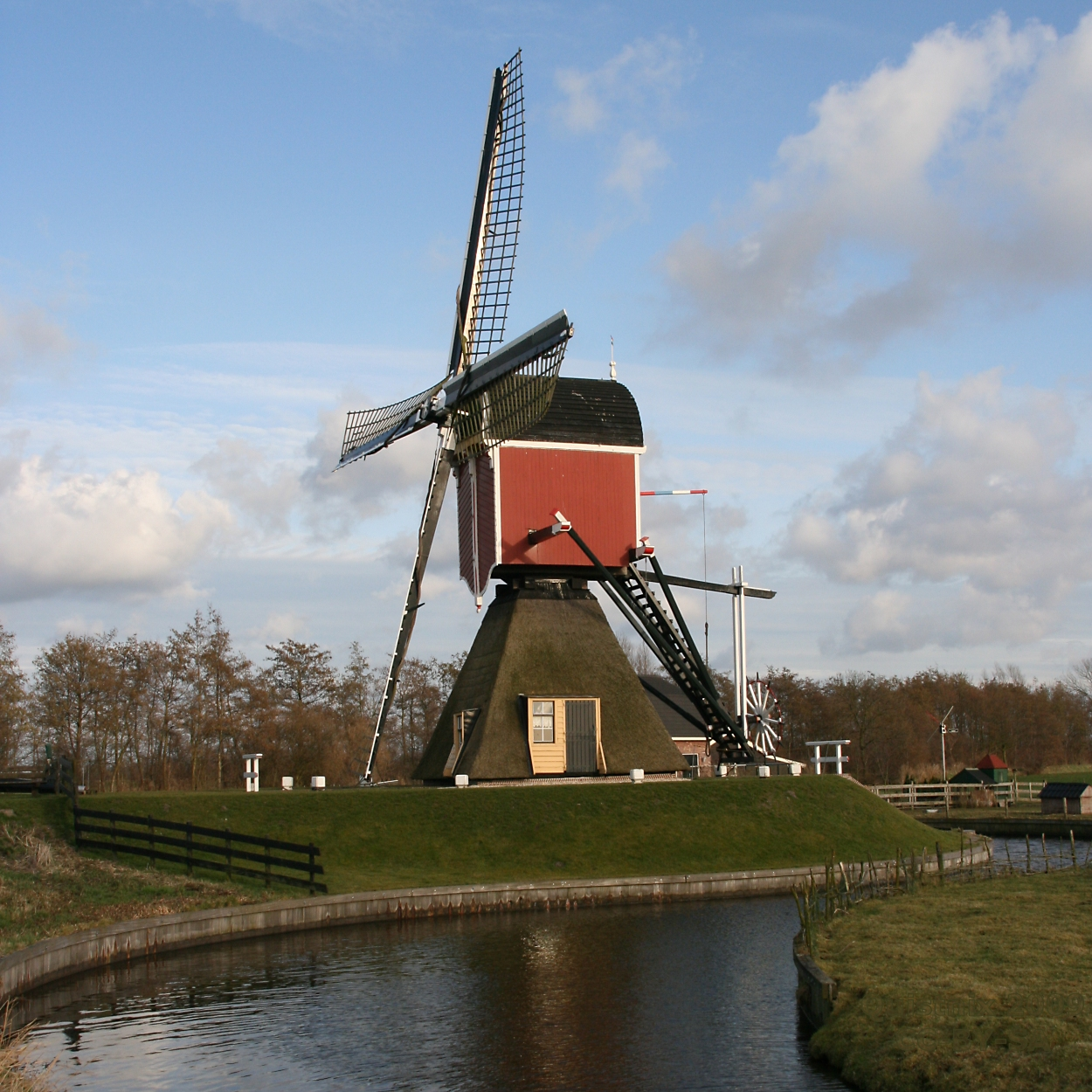
De Lagenwaardse molen